# Liberté de la presse en Allemagne
La liberté de la presse en Allemagne (allemand : Pressefreiheit in Deutschland) a pour des raisons historiques et politiques connu des niveaux d'intensité divers.

## République de Weimar (1918 - 1933)
La liberté de la presse s'inscrit dans un vaste mouvement de libéralisme gagnant l'Allemagne à la naissance de la République de Weimar. En effet, sous le régime impérial allemand, la censure de la presse était omniprésente. Il faut ainsi attendre l'abdication du Kaiser Guillaume II (1859-1941) ainsi que la proclamation de la République par Philipp Scheidemann en date du 9 novembre 1918, pour voir apparaitre la consécration de libertés de toute nature: presse, manifestation, religion, expression. Cet élan libertaire est proclamé quelques jours seulement après la naissance de la République, par le Conseil des commissaires. Le 12 novembre 1918, est lancé un "appel au peuple allemand" (Aufruf Des Rates der Volksbeauftragen). Au sein de ce dernier, on y retrouve la liberté de presse (§3), consacrée parallèlement et a fortiori à la liberté d'expression (§4).
La liberté de la presse obtient également valeur constitutionnelle durant la république, puisque s'inscrit au sein de la constitution de Weimar, en date du 11 avril 1919: titre II "Droits et devoirs fondamentaux des allemands", au chapitre premier " L'individu", en l'article 118. Cependant, des exceptions sont prévues par ce même article 118 concernant le cinéma allemand: les cinématographes peuvent faire l'objet de lois de dérogation. Par exemple, en 1931, le film A l'Ouest, rien de nouveau fut interdit car jugé anti-allemand.
La consécration de la liberté de la presse se traduit par la multiplicité de journaux aux bords politiques divers. C'est le signe qu'à défaut de censure, les journalistes n'hésitent plus à révéler leur opinion et à traiter, parfois de manière virulente, de politique :
- journal catholique : Der gerade Weg (La Juste voie)
- journal proche du KPD: Arbeiter Illustrierte Zeitung
- journaux pro-nazi : Der Angriff, Der Stürmer

La consécration de la liberté de la presse se traduit aussi par la montée de la presse satirique. Ainsi l'on peut faire état de l'existence de caricatures antihitlériennes, faites entre 1923 et 1933. Ces dessins (et minoritairement des photomontages) sont l’œuvre de journaux comme Die Sonntags-Zeitung. Apparait aussi la création de bande dessinée historique relative à Hitler, au sein de Simplicissimus. Cette nouveauté qu'est la liberté de la presse nous donne dans une certaine mesure, des informations précieuses sur la position antinazie de certains allemands. La presse devient alors un instrument permettant aux journalistes d'appeler à la méfiance, l'inquiétude, l'insurrection face aux discours politiques de Hitler: on peut citer à cet égard John Heartfield ou encore Fritz Michael Gerlich.

## Période national-socialiste (1933 - 1945)
Après l'incendie du Reichstag dans la nuit du 27 au 28 février 1933, la loi allemande des pleins pouvoirs de 1933 restreint considérablement les libertés publiques dont la liberté de la presse. Dès le lendemain, Hitler obtient du président du Reich, le Maréchal von Hindenburg, des pouvoirs de police exceptionnels dans tous les Länder et la promulgation du « décret pour la protection du peuple et de l’État » qui met fin aux libertés civiles garanties par la constitution de la République de Weimar dans le cadre de la Gleichschaltung. Le 23 mars 1933, les députés du centre rejoignent les nazis et les conservateurs pour voter la loi d’habilitation qui sera promulguée dès le lendemain, ce qui confère à Hitler les pleins pouvoirs pour quatre ans, qui peuvent être renouvelables en cas de besoin. Dès sa prise de pouvoir, il abolit directement la liberté de la presse. Cette dernière passe sous le contrôle total du ministère de l'Information et de la Propagande, avec à sa tête Joseph Goebbels. Il déclare que la presse n'est qu'un « instrument à clavier joué par le gouvernement ». La presse allemande devient alors l'un des instruments les plus efficaces de la dictature.

### La mise en place de la censure
Dans les six mois qui suivent la nomination d’Adolf Hitler à la fonction de chancelier, les nazis promulguent des lois leur donnant les pleins pouvoirs pour diriger le pays. Joseph Goebbels est nommé, le 11 mars 1933, ministre de l'Information et de la Propagande, et se voit chargé de contrôler et de mettre en place une propagande intensive dans la presse, la radio et le cinéma. Le 10 mai 1933, des étudiants et bibliothécaires « nettoient » les bibliothèques universitaires des ouvrages écrits par des auteurs jugés « indésirables » car ils sont libéraux, pacifistes, socialistes ou juifs. Les professeurs et les étudiants viennent assister à la destruction de milliers de livres parmi lesquels ceux de Voltaire, Karl Marx, Heinrich Heine, Sigmund Freud ou Albert Einstein. L’ensemble des activités culturelles du pays est placé dès septembre 1933 sous l’autorité de la « Chambre culturelle du Reich ». Face à cette menace directe, de nombreux écrivains et artistes prennent le chemin de l'exil.
À l’automne 1940, l’administration militaire passe à la censure a posteriori. Comme ce système présente certaines failles, une censure préventive est de nouveau instaurée à partir d’août 1942. Pour paraître, un journal doit recevoir l’autorisation préalable de l’État, sans cela pas de publication autorisée. L’administration militaire met aussi en place d’autres moyens pour contrôler la presse, avec la mise en place de la centralisation de l’information, l’établissement d’un monopole sur la distribution, et l’obligation pour les journalistes d’adhérer à une organisation professionnelle officielle et le contrôle de l’approvisionnement en papier. Tous les journaux sont obligés de prendre un abonnement à l’agence de presse. De cette manière, le flux d’informations peut être dirigé par les autorités. La firme de distribution Dechenne étant contrôlée par les Allemands, est la seule pouvant faire parvenir les journaux dans les magasins. Les personnes souhaitant agir comme photographe ou journaliste doivent recevoir une autorisation ou alors ils doivent devenir membre d’une association professionnelle officielle. Enfin, l’approvisionnement en papier est aussi contrôlé par les Allemands. La Propaganda-Abteilung, un département de l’administration militaire, est la plus importante instance chargée de contrôler et de censurer la presse.
La presse censurée se répartit en trois catégories : la presse des partis et mouvements de collaboration, la presse quotidienne « indépendante » et la presse "volée".
- Le premier groupe comprend les journaux qui sont les porte-parole officiels des partis et mouvements collaborateurs comme Volk en Staat, ou De Gazet.
- Le second groupe comprend les quotidiens "indépendants", ces journaux reparaissent après mai 1940, que ce soit sous un nouveau titre ou non, et qui ne sont pas les porte-parole officiels d’une organisation ou d’un parti collaborateur, comme Le Courrier de l’Escaut. Un certain nombre de journaux "indépendants" ont de nouveaux titres avec un nouveau profil clairement exprimé, comme Le Nouveau Journal.
- La troisième et dernière catégorie comprend les journaux volés, les quotidiens qui reparaissent sans l’accord de leurs propriétaires, comme Le Soir.

La presse censurée crée un réel intérêt durant l'occupation hitlérienne, et celle-ci s'est montrée relativement rentable.[réf. nécessaire] Les tirages sont considérables et égalent souvent les chiffres d’avant guerre. Mais il existe un énorme écart entre le tirage des journaux et le nombre réel de journaux vendus.
Après 1941, l’intérêt pour la presse censurée a tendance à diminuer. La diminution d'intérêt auprès de la presse censurée s’explique par la valeur informative des journaux, sans divulguer de nouvelles informations et des informations vérifiées le peuple ne s'intéresse plus aux informations dites car elles ne sont pas nécessairement enrichissantes sur le fonctionnement et le déroulement du pays. Les journaux ne manquent pas d'apporter des éléments de distraction et d'amusement afin de divertir les Allemands. Sur le plan de l’information en matière de politique intérieure et extérieure, les articles sont beaucoup plus formatés et stéréotypés, cela étant dû au contrôle qu'exerce le pouvoir en place pour ne rien laisser au hasard, et toutes informations venant directement de la tête du pouvoir, permettent d'endiguer doucement l'esprit des Allemands. La presse censurée a également une importante valeur symbolique et politique comme le démontre l’attentat mortel survenu en avril 1943 par la Résistance contre Paul Colin, le fondateur du Nouveau Journal.

#### Les moyens d'information servant de propagande
Journaux, cinéma, radio, affiches, défilés… Les nazis utilisent tous les moyens existants pour diffuser leur idéologie avec les journaux, les affiches et les tracts qui servaient d'outils de diffusion pour le nouveau culte. Par cette volonté de diffusion du nouveau culte des moyens modernes de communication furent développés, tels que la radio, ainsi que des actualités filmées et même télévision dont des tests ont été tentés à partir de 1935, et cela permit de diffuser «l’évangile» nazi au sein de la population. Il fit promulguer des lois pour consolider ses prérogatives, notamment pour museler la presse.
Le 6 avril, le discours du ministre sur «la presse et la discipline nationale» signa l’arrêt de mort de la liberté d’informer en Allemagne. «L’opinion publique se fabrique et ceux qui veulent participer à sa formation endossent une responsabilité colossale vis-à-vis de la nation et du peuple entier», pérorait le ministre, qui se mit à distribuer quotidiennement des « versions officielle s». Les rares éditorialistes critiques furent emprisonnés. Max Amann, président de la Chambre de la presse du Reich, ferma les journaux catholiques et indépendants, ou contraignit leurs propriétaires à les céder aux éditions sous le contrôle du parti nazi. Des centaines de journaux furent contraints de mettre la clé sous la porte. En Allemagne en 1944, il ne restait plus que 975 journaux, le tiers des publications en série en 1933. Cela réduisant considérablement l'information, et la liberté de s'exprimer au travers des journaux. Ce processus permit au parti nazi de petit à petit prendre place et d'exercer le contrôle qu'il souhaitait. Dès sa prise de fonction, le ministre avait annoncé que la tâche de la radio serait dorénavant la mobilisation des esprits. Les stations locales furent transformées en « stations du Reich ». De nombreux employés furent licenciés et plusieurs responsables emprisonnés. En 1937, la réorganisation de la Société radiophonique du Reich assura le contrôle exclusif des ondes. Entre ses prises de paroles à la radio et ses reportages sur la moindre apparition publique d'Hitler, ses conférences et ses discours solennels, le ministre insistait pour que les auditeurs soient divertis.
En 1938, le Reich comptait déjà 8,5 millions d’auditeurs contre 4 millions en 1933.
Même pour les artistes le respect des nouvelles lois devait être opéré. Goebbels indiqua que : «L’art allemand de la prochaine décennie sera héroïque, il sera d’un romantisme d’acier, il sera objectif et exempt de sentimentalisme, il sera national, gorgé de pathos, impératif, ou il ne sera pas. ». Six cent cinquante peintures, sculptures et dessins réquisitionnés dans les musées du pays, œuvres rejetées autant pour leur liberté formelle que pour les sujets choisis. Aux yeux des nazis, la création qui pouvait remettre en cause le nouvel ordre établi devait être bannie : c’est alors que de nombreux tableaux et sculptures de grands artistes furent détruits ou cachés, tels que des œuvres de Van Gogh, Picasso, Cézanne et George Grosz et tant d'autres.
Le ministre s’intéressait de près au cinéma, en finançant la production des films, les nazis mirent le cinéma sous tutelle et une loi permit d’interdire une œuvre pour atteinte au sentiment artistique ou au national-socialisme, ou au contraire de la déclarer propre à l’éducation du peuple. En 1936, Goebbels plaça les grands studios tels que UFA et Tobis sous son contrôle direct, en se permettant de choisir chaque acteur et réalisateur en personne, et fit interdire les films dans lesquels apparaissaient des juifs.

#### L'endoctrinement par la propagande
Leni Riefenstahl, une actrice devenue la coqueluche d’Hitler, réalisa deux films magnifiant le congrès du parti à Nuremberg. À La Victoire de la foi (1933) succéda Le Triomphe de la volonté (1935), qui rappelait le motif essentiel de la propagande : la communion entre un leader sacralisé et un peuple uniformisé où l'individu avait disparu pour faire place uniquement au collectif.
En 1937, Goebbels présenta la «création de grandes célébrations nationales-socialistes» comme un élément principal de la vie culturelle moderne et célébrait l’émergence «d’un rite simple et moderne». C’est dans cette nazification du quotidien que le ministre Goebbels montra la pleine étendue de son pouvoir et des moyens utilisés pour endoctriner le peuple allemand, et les faire se soumettre et consentir à l'idéologie nazie. En retour, la publicité donnée à ces manifestations était censée prouver l’unité de la «communauté du peuple» et son adhésion sans faille au IIIe Reich. Ces grandes messes répétitives entretenaient en outre une forme d’hypnose collective. L’embrigadement de la population, autant par les jeunes et les adultes, hommes et femmes, dans des corporations professionnelles, sportives, culturelles ou de bienfaisance, réduisant les possibilités de résistance à zéro.
Avec le secours d’hiver la propagande sera utilisée pour des motivations charitables. Les bénévoles de cette campagne se rendaient dans les rues lors des mois extrêmement froids pour offrir de la nourriture, des vêtements, ou encore du charbon à des Allemands nécessiteux. Tandis que la Gestapo traquait juifs et opposants, Goebbels célébrait par le biais des radios le «commandement de l’amour du prochain». Les militants du parti, omniprésents, collaient des affiches et peignaient sur les trottoirs des slogans du type «Les rabat-joie sont des traîtres à la patrie». Affiches, banderoles, placards du Stürmer (journal antisémite), décoration. Le salut hitlérien était encouragé ainsi que le port de l’uniforme. Une surveillance omniprésente du peuple allemand se fit ressentir. Goebbels créa aussi un prix national littéraire, plaça les théâtres sous contrôle, et souhaitait également contrôler la sphère musicale. Résultat de sa politique, tout ce que le pays comptait d’intellectuels ou de créateurs dut fuir dans d'autres pays pour éviter de succomber à l'endoctrinement de la politique hitlérienne ou pour ceux qui ne pouvaient partir, ils ont dû se soumettre.
Le culte d'Hitler s'imposa au fil du temps, avec une opinion publique sous contrôle, le régime put faire de la fusion entre le peuple et son Führer l’élément central de sa propagande, décliné sous de multiples facettes : le chancelier issu du peuple, le sauveur de l’Allemagne, le chef humain et, à partir de 1939, le chef de guerre infaillible.
Grâce à l'endoctrinement du peuple allemand, Hitler a réussi à assoir son pouvoir et ses idéaux. De par cette emprise sur le peuple allemand, il a réussi à propager sa haine envers les juifs à son peuple, et rendant ses actes "justifiés" et acceptés par certains Allemands ayant décidé de se rallier à l'idéologie imposée par Hitler.

## Allemagne réunifiée (après 1990)
La liberté d'expression et celle de la presse sont des biens précieux en Allemagne. Fondements de la démocratie, elles sont ancrées dans l'article 5 de la Loi fondamentale de la République fédérale d'Allemagne : « Chacun a le droit d'exprimer et de diffuser son opinion par la parole, l'écrit, l'image et de s'informer librement auprès des sources accessibles à tous. La censure n'existe pas. »
Dans un souci de préservation de leur indépendance politique, les médias sont protégés contre l’influence de l’État. Les modalités des garanties constitutionnelles de la liberté de la presse figurent dans la loi fédérale sur la radiodiffusion (Bundesrundfunkgesetz), la législation et les traités des Länder (Staatsverträge), ainsi que dans la jurisprudence du Tribunal constitutionnel fédéral (Bundesverfassungsgericht).

### La presse allemande actrice de la démocratie
L’Allemagne est le pays des journaux : plus de 350 titres tirant à quelque 25 millions d’exemplaires par jour, informent leurs lecteurs jusqu’au fin fond du pays, sur ce qui se passe dans le monde. En dépit de la concurrence de la radio et d’Internet, le taux d’audience des quotidiens est encore de 71,4 %, preuve incontestable que le journal est encore un média actuel. Les journaux n'appartiennent pas à l'État mais à des groupes de médias privés. Le législateur a donné à la presse un rôle important à jouer dans la démocratie, elle doit non seulement informer, mais aussi contribuer activement à la formation de l'opinion politique, exercer une critique et un contrôle vis-à-vis des organismes de l'Etat. C'est pourquoi le Tribunal constitutionnel fédéral a plusieurs fois souligné que « la position privilégiée des membres de la presse est légitime en raison de leur mission ». Lorsque les journalistes critiquent, désapprouvent, ou relèvent quelque chose, ils peuvent le faire parce qu'ils agissent « dans des affaires relevants de l'intérêt public ».
Selon un sondage représentatif de l'Institut d'études de l'opinion Allensbach, neuf allemands sur dix considèrent un journaliste de qualité comme important pour la démocratie et la société allemande. L'Organisation pour la sécurité et la coopération en Europe (OSCE) salue la diversité du paysage médiatique allemand et ses standards journalistiques élevés, performants pour limiter l'impact des « fake news ».

### Le cinquième marché de journaux dans le monde
L’Allemagne est le cinquième marché de journaux dans le monde derrière la Chine, l’Inde, le Japon et les États-Unis. Selon la Fédération allemande des éditeurs, les journaux imprimés et numériques touchent chaque jour les trois quarts de la population germanophone.
L'Allemagne est également le plus grand marché de titres de presse en Europe. Cette position s'explique par la diversité du paysage de la presse allemande caractérisée par une grande diversité de titres et d'opinions.
En 2018 l'Allemagne occupe le 15ème rang du classement de Reporters sans frontières. Ce niveau est expliqué par le niveau élevé de concentration des médias, en particulier dans la presse régionale, et par les menaces dont les journalistes ont fait l'objet, ici de la part de groupes extrémistes.
Les différents types de journaux en Allemagne :
- Les journaux locaux, dans la plupart des villes, donnent des nouvelles d’une petite zone géographique
- Les 313 journaux régionaux ont une plus large zone de diffusion
- Les 8 journaux nationaux dits « überregional » (suprarégionaux) que l’on trouve partout en Allemagne. Le Süddeutsche Zeitung et le Frankfurter Allgemeine Zeitung sont les journaux suprarégionaux les plus lus[12].

Les quotidiens locaux et régionaux sont les titres les plus lus. Cette diversité est due à la tradition fédérale allemande.
On distingue également les journaux distribués dans la rue de ceux qui sont distribués par portage chaque jour directement chez l’abonné, méthode très répandue en Allemagne. Les quotidiens dit “de qualité” cohabitent avec des journaux à scandales souvent vendus dans la rue dénommés Boulevardzeitung.
Le quotidien le plus lu dans toute l’Allemagne (tout type confondu) est le tabloïd Bild avec plus de 2 millions d’exemplaires vendus par jour. Ce journal est édité par la maison d'édition Axel Springer Verlag, parfois contestée et dénigrée par les milieux intellectuels.

### L'affaire Netzpolitik

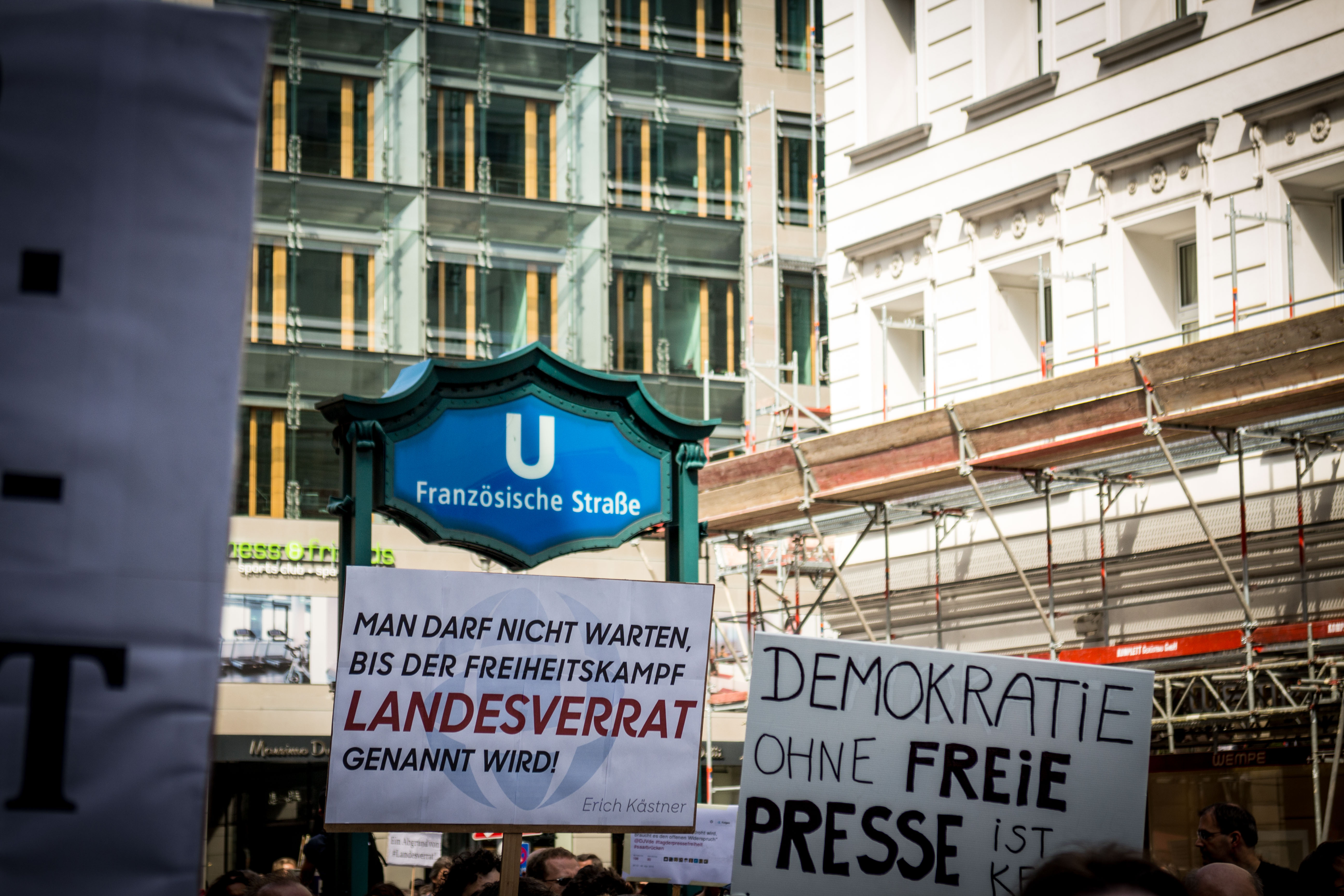
Manifestation pour la liberté de la presse, Berlin, le 1er août 2015.

Dans deux articles du 25 février 2015 et 15 avril 2015, le site d'information netzpolitik.org spécialisé dans la défense des droits numériques, diffuse des documents présentés comme les projets de surveillance Internet de l'Office fédéral de protection de la constitution (Bundesamt für Verfassungsschutz), le service de renseignement intérieur allemand. Ces articles racontaient comment ce service prévoyait davantage de moyens pour mettre en place une cellule de surveillance des réseaux sociaux pour lutter contre le terrorisme. L'Office fédéral de protection de la constitution porte plainte contre le journaliste Andre Meister et le directeur de la publication Markus Beckedahl. Ces journalistes, qui se présentent comme engagés, veulent promouvoir les « libertés numériques et leur implémentation politique ».
Le 30 juillet 2015, une enquête est ouverte pour « haute trahison » contre deux de ses journalistes.
Le 31 juillet 2015 le procureur fédéral suspend l'enquête.
Le motif de « haute trahison » (allemand : Landesverrat), puni d'un an d'emprisonnement ou de l'emprisonnement à vie, n'avait pas été utilisé en Allemagne depuis les années 1960.
L'affaire a été qualifiée par plusieurs journalistes et responsables politique allemand d'« atteinte contre la liberté de la presse »,. Une manifestation de soutien à Netzpolitik a rassemblé plus de 2 000 personnes à Berlin, le 1er août 2015.